# سيسيليا لوفتوس
سيسيليا لوفتوس (بالإنجليزية: Cecilia Loftus)‏ هي مغنية وكاتبة أغاني وشاعرة وممثلة أمريكية، ولدت في 22 أكتوبر 1876 في Hutchesontown ‏ في المملكة المتحدة، وتوفيت في 12 يوليو 1943 في نيويورك في الولايات المتحدة بسبب نوبة قلبية.

## أعمال

### أفلام
- إيست لين

## وصلات خارجية
- سيسيليا لوفتوس على موقع IMDb (الإنجليزية)
- سيسيليا لوفتوس على موقع ميوزك برينز (الإنجليزية)
- سيسيليا لوفتوس على موقع أول موفي (الإنجليزية)
- سيسيليا لوفتوس على موقع قاعدة بيانات برودواي على الإنترنت (الإنجليزية)
- سيسيليا لوفتوس على موقع قاعدة بيانات برودواي على الإنترنت (الإنجليزية)
- سيسيليا لوفتوس على موقع قاعدة بيانات الفيلم (الإنجليزية)